# Алыбейли II
Алыбейли II (азерб. İkinci Alıbəyli) — село в административно-территориальном округе в Зангеланском районе Азербайджана.

## Топонимика
Название происходит от рода Алыбейли.

## География
Село Алыбейли II находится на берегу реки Хакари,  у подножия хребта Баргушад. Прежнее название-Балабейли. Населенный пункт был основан семьями переселенцев из некогда существовавшего села Альбейли Агдамского района. Территория села ранее была пастбищем села Альбейли Агдамского района.

## История
В 1993 году в ходе Карабахской войны село перешло под контроль непризнанной НКР. Согласно резолюции СБ ООН считалось оккупированным армянскими силами.
25 октября 2020 года президент Азербайджана Ильхам Алиев объявил, что «азербайджанская армия освободила от оккупации» село Алыбейли II.